# Ponte San Nicolò
Ponte San Nicolò – miejscowość i gmina we Włoszech, w regionie Wenecja Euganejska, w prowincji Padwa.
Według danych na rok 2004 gminę zamieszkiwało 12 031 osób, 925,5 os./km².